# Okręt patrolowy

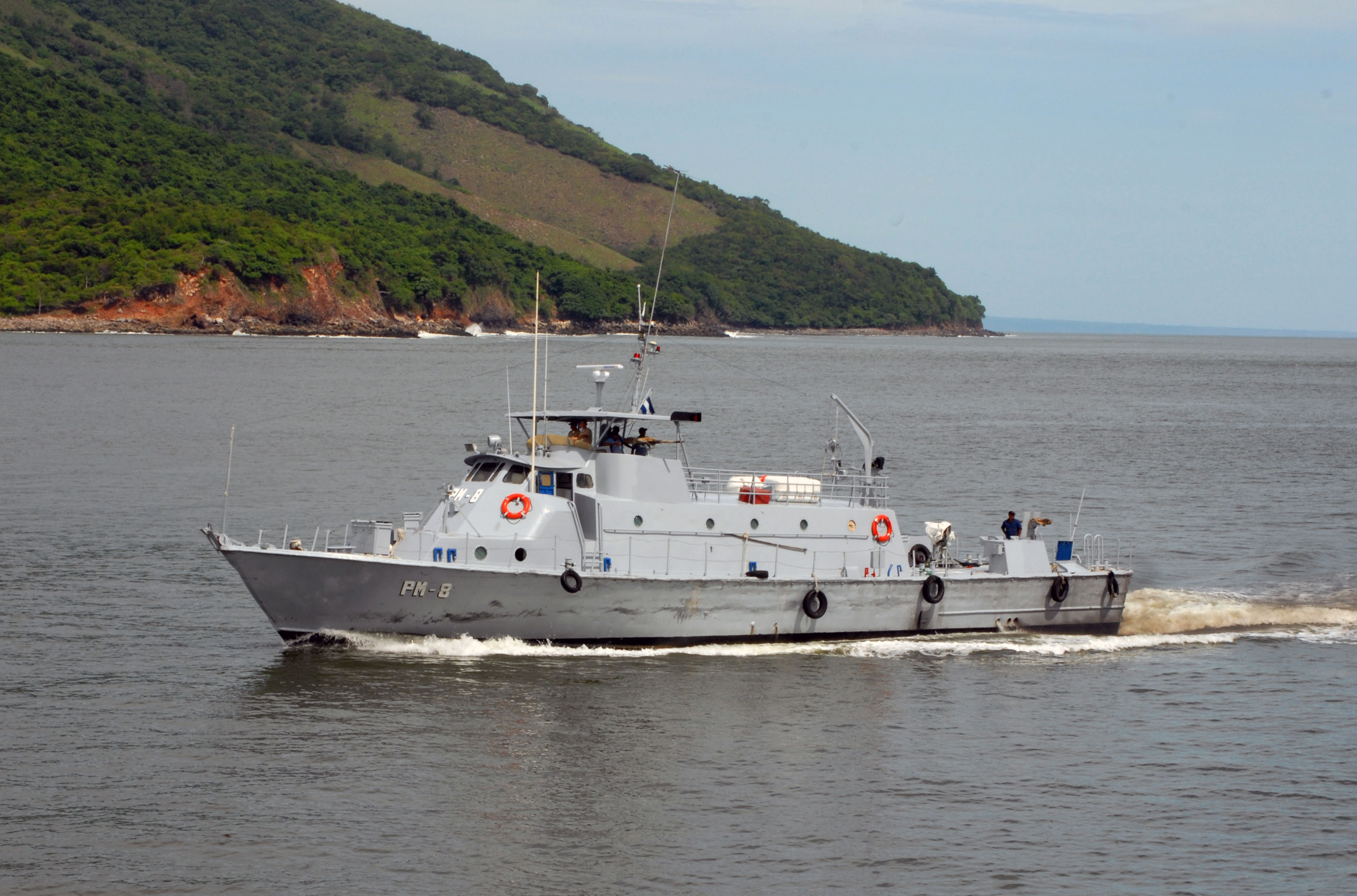
Mały okręt patrolowy typu Camcraft (wyporność 100 t) będący na wyposażeniu salwadorskiej marynarki wojennej

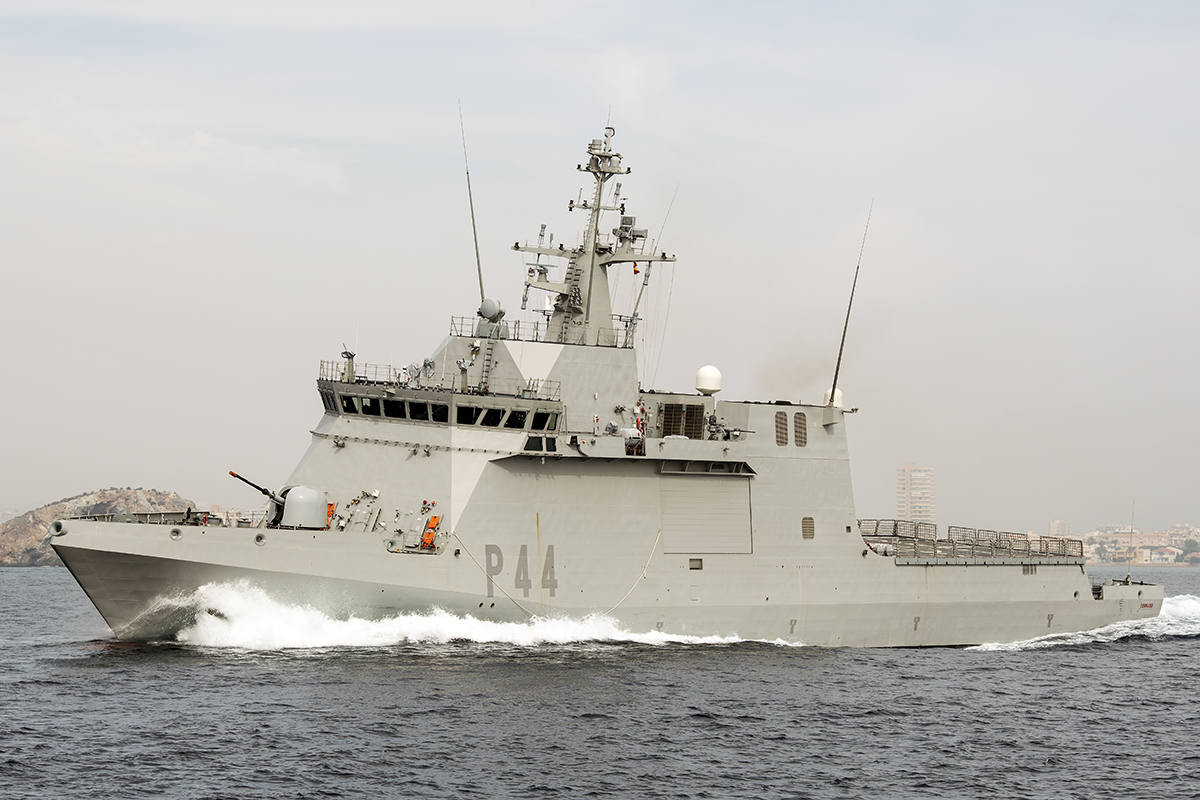
Duży okręt patrolowy typu Meteoro (wyporność 2670 t) będący na wyposażeniu hiszpańskiej marynarki wojennej. Z tyłu okrętu widoczne lądowisko dla śmigłowca. Z boku widoczny właz dla łodzi abordażowej będącej na wyposażeniu okrętu.

Okręt patrolowy (patrolowiec, kuter patrolowy, rzadziej dozorowiec pogranicza) to wojskowa jednostka pływająca,  której podstawowym przeznaczeniem jest pełnienie służby patrolowej lub dozorowej na wyznaczonym akwenie, zabezpieczając interesy państwa na akwenach morskich. W czasie pokoju patrolowce służą zazwyczaj do ochrony granic morskich i strefy ekonomicznej państwa. 
Zadania patrolowe mogą pełnić okręty różnych klas, jednakże jest to na ogół mało ekonomiczne – zwłaszcza w czasie pokoju, biorąc pod uwagę koszty budowy, uzbrojenia, wyposażenia, liczebność załogi. Względy ekonomiczne spowodowały powstanie klasy okrętów patrolowych, które mogą być tańsze w budowie i eksploatacji, dysponując mniejszymi możliwościami bojowymi. Chociaż powszechnie jednostki tego rodzaju określa się jako okręty, jedynie część patrolowców jest okrętami w ścisłym sensie - jednostkami w służbie marynarki wojennej, natomiast są one powszechnie używane także przez państwowe formacje paramilitarne, jak, w zależności od państwa: straż graniczna, straż wybrzeża, policja, żandarmeria, służba celna lub inne. W czasie pokoju służą one przede wszystkim do ochrony granicy morskiej przed nielegalnym przekraczaniem i przemytem, ochrony przestrzegania prawa w strefie ekonomicznej państwa (zwłaszcza ochrony łowisk przed nielegalnym połowem), a także w ograniczonym zakresie do prowadzenia akcji ratunkowych na morzu. Podczas wojny okręty patrolowe służą natomiast przede wszystkim do wykrywania obecności okrętów przeciwnika, ochrony transportu i konwojów, głównie w strefie przybrzeżnej, a część z nich w pewnym zakresie także do zwalczania okrętów podwodnych, rzadziej do walki z lekkimi okrętami i lotnictwem. Czasami mają środki obserwacji technicznej do wykrywania zanurzonych okrętów podwodnych. W tym kierunku, z okrętów patrolowych wyewoluowała bardziej wyspecjalizowana klasa ścigaczy okrętów podwodnych.

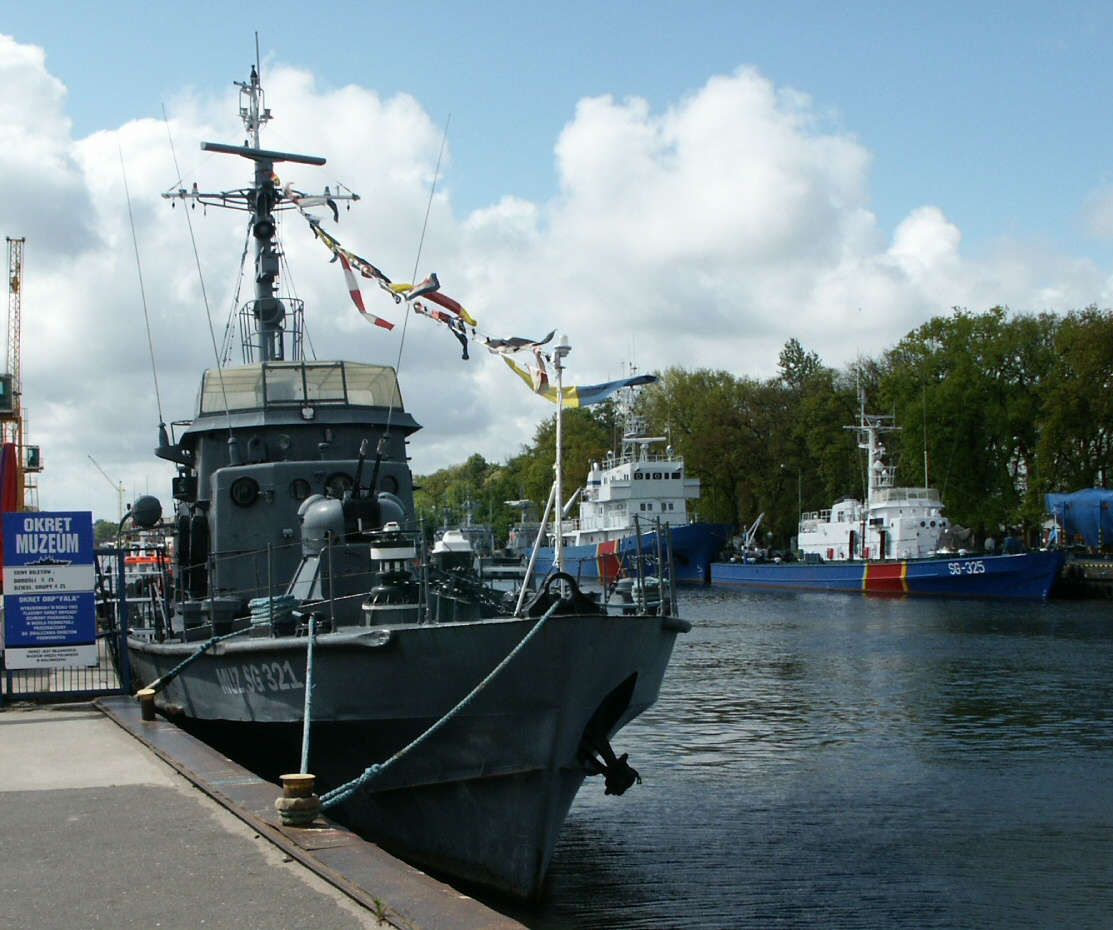
Polski okręt patrolowy z lat 60. ORP "Fala", na drugim planie patrolowiec Straży Granicznej "Kaper-2"

Z powodu różnych stawianych przed nimi zadań, patrolowce różnią się od siebie znacznie wielkością, uzbrojeniem i wyposażeniem i trudno mówić z tej racji o typowych parametrach. Przede wszystkim, mogą to być jednostki różnej wielkości. Współczesne okręty patrolowe mają wyporność od kilkuset do kilku tysięcy ton. Na ogół nie przekraczają jednak 3000 ton wyporności. Małe jednostki, o wyporności kilkadziesiąt lub kilkanaście ton, określane są zazwyczaj jako kutry patrolowe (w polskiej terminologii, poniżej 500 ton). Patrolowce budowane jako okręty wojenne i jako jednostki cywilne różnią się często od siebie konstrukcją, aczkolwiek, zwłaszcza w ostatnich latach, pojawiła się tendencja do oferowania takich samych jednostek dla służb cywilnych i wojska, o mniejszych możliwościach bojowych, lecz bardziej ekonomicznych w budowie i eksploatacji. Już wcześniej jednak z reguły, przy konstruowaniu okrętów patrolowych kładziono nacisk na prostotę i taniość konstrukcji, a nie na właściwości bojowe, które w tej klasie okrętów są cechą drugorzędną. Z reguły patrolowce jako okręty wojenne są mało liczną klasą okrętów podczas pokoju, chyba że marynarka wojenna wykonuje zadania ochrony granic (jak np. w Polsce przed 1991), natomiast znacznie rosła ich liczebność podczas wojen, w związku z pojawiającymi się potrzebami. Oprócz specjalnie budowanych jednostek, na patrolowce  przebudowywano starsze okręty innych klas (np. torpedowce), a często statki cywilne, zwłaszcza holowniki, trawlery i kutry rybackie, w najprostszym wariancie, przez dodanie lekkiego uzbrojenia (bywały one też określane jako pomocnicze patrolowce).
Patrolowce najczęściej nie dysponują wysoką prędkością, jak na okręty - od kilkunastu do poniżej 30 węzłów.

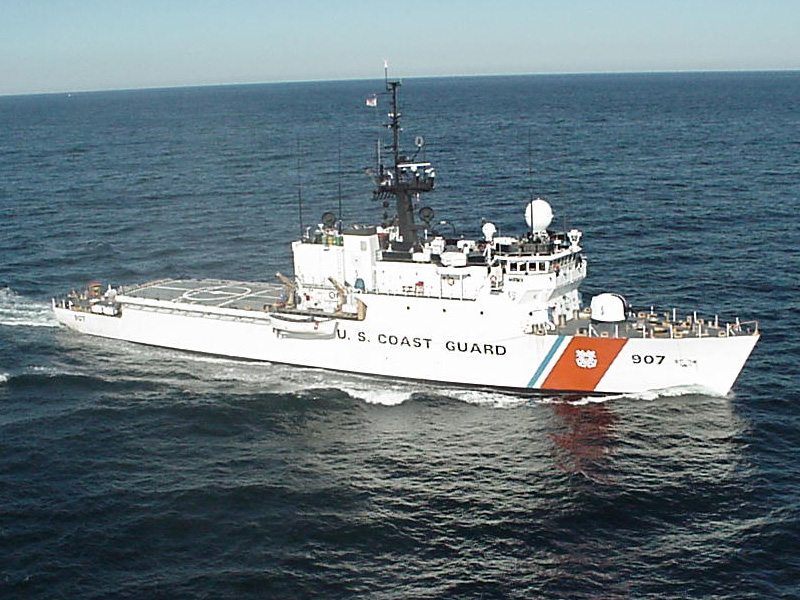
Współczesny duży okręt patrolowy - amerykański okręt Straży Wybrzeża (US Coast Guard) "Escanaba" typu Famous (1800 t). Widoczne lądowisko dla śmigłowca.

Podstawą uzbrojenia patrolowców są systemy artyleryjskie. Uzbrojenie bywa różne – od jedynie karabinów maszynowych, przez działka małokalibrowe do pojedynczych armat kalibru do 76 mm, jest ono jednak na ogół słabe. Najczęściej wojenne okręty patrolowe uzbrojone są w kilka małokalibrowych działek przeciwlotniczych (20–40 mm), ewentualnie także bomby głębinowe. Na ogół nie stosuje się uzbrojenia rakietowego (zbliżone okręty tak uzbrojone klasyfikuje się już jako kutry rakietowe lub korwety). Niektóre współczesne jednostki przenoszą jednak rakiety lub mogą być do tego przystosowane w razie wojny. Uzbrojenie cywilnych patrolowców często ogranicza się do broni maszynowej, czasami nawet przenośnej. Część większych powojennych jednostek tej klasy, zarówno wojskowych, jak cywilnych, może przenosić śmigłowiec pokładowy. Częstym wyposażeniem współczesnych jednostek, zwłaszcza cywilnych, są szybkie łodzie inspekcyjne i pościgowe, przenoszone na pokładzie i spuszczane na wodę. Również wyposażenie elektroniczne współczesnych jednostek jest zróżnicowane, od prostych radarów po radary trójwspółrzędne.
Klasyfikacja okrętów patrolowych nie jest jednolita na świecie. W Polsce po wojnie wyróżniano kutry patrolowe oraz większe dozorowce pogranicza (wyporności rzędu od 100 do kilkuset ton, nie należy utożsamiać ich z dozorowcami), po czym w miejsce tych ostatnich pojawiła się terminologia: okręt patrolowy. W ZSRR i Rosji dozorowcami (storożewoj korabl) nazywano jednak znacznie większe okręty wojenne – korwety i fregaty. Z kolei w USA okręty patrolowe Straży Wybrzeża, nawet duże, określane są tradycyjnie jako cutter (kuter). Obecnie wyróżniana jest za współczesną terminologią anglojęzyczną klasa OPV (offshore patrol vessel) – okręt patrolowy działania pełnomorskiego i IPV (inshore patrol vessel) - przybrzeżny okręt patrolowy. Za protoplastów klasy OPV uważa się dawniej używane okręty takich klas, jak awizo (awizo kolonialne), okręty ochrony rybołówstwa lub fregaty ochrony rybołówstwa. Wśród tej grupy znajdują się też okręty o większych możliwościach bojowych, zbliżonych do korwet (określane jako combat OPV). Za podstawowe przeznaczenie okrętów klasy OPV podczas pokoju uważa się realizację zadań związanych z funkcjami policyjnymi i dyplomatycznymi sił morskich.